# Arjan Malić
Arjan Malić (Jesenice, 28 agosto 2005) è un calciatore sloveno naturalizzato bosniaco, difensore dello Sturm Graz e della nazionale bosniaca.

## Carriera

### Club
Cresciuto nel settore giovanile del Ried, ha debuttato in prima squadra il 22 luglio 2023 nell'incontro di ÖFB-Cup vinto 3-1 contro il SPG Wels. Ha segnato il suo primo gol il 1º marzo 2024 nella partita di 2. Liga vinta 5-0 contro lo Stripfing.
Al termine della stagione è stato acquistato a titolo definitivo dallo Sturm Graz.

### Nazionale
Ha giocato con la nazionale slovena Under-19 prima di optare per la nazionalità bosniaca, con cui ha giocato nell'Under-21.
Nel 2025 ha ricevuto la prima convocazione da parte della nazionale maggiore bosniaca ed il 21 marzo ha fatto il suo esordio nell'incontro di qualificazione per il campionato mondiale 2026 vinto 1-0 contro la Romania.

## Statistiche

### Presenze e reti nei club
Statistiche aggiornate al 3 giugno 2025.
| Stagione        | Squadra         | Campionato      | Campionato | Campionato | Coppe nazionali | Coppe nazionali | Coppe nazionali | Coppe continentali | Coppe continentali | Coppe continentali | Altre coppe | Altre coppe | Altre coppe | Totale | Totale | Totale |
| Stagione        | Squadra         | Comp            | Pres       | Reti       | Comp            | Pres            | Reti            | Comp               | Pres               | Reti               | Comp        | Pres        | Reti        | Pres   | Reti   |        |
| --------------- | --------------- | --------------- | ---------- | ---------- | --------------- | --------------- | --------------- | ------------------ | ------------------ | ------------------ | ----------- | ----------- | ----------- | ------ | ------ | ------ |
| 2022-2023       | Ried II         | RL              | 13         | 0          | -               | -               | -               | -                  | -                  | -                  | -           | -           | -           | 13     | 0      |        |
| 2023-2024       | Ried            | 2L              | 29         | 1          | CA              | 2               | 0               | -                  | -                  | -                  | -           | -           | -           | 31     | 1      |        |
| 2024-2025       | Sturm Graz II   | 2L              | 7          | 0          | -               | -               | -               | -                  | -                  | -                  | -           | -           | -           | 7      | 0      |        |
| 2024-2025       | Sturm Graz      | BL              | 11         | 0          | CA              | 2               | 0               | UCL                | 3                  | 1                  | -           | -           | -           | 16     | 1      |        |
| Totale carriera | Totale carriera | Totale carriera | 60         | 1          |                 | 4               | 0               |                    | 3                  | 1                  |             | -           | -           | 67     | 2      |        |

### Cronologia presenze e reti in nazionale
| Cronologia completa delle presenze e delle reti in nazionale ― Bosnia ed Erzegovina | Cronologia completa delle presenze e delle reti in nazionale ― Bosnia ed Erzegovina | Cronologia completa delle presenze e delle reti in nazionale ― Bosnia ed Erzegovina | Cronologia completa delle presenze e delle reti in nazionale ― Bosnia ed Erzegovina | Cronologia completa delle presenze e delle reti in nazionale ― Bosnia ed Erzegovina | Cronologia completa delle presenze e delle reti in nazionale ― Bosnia ed Erzegovina | Cronologia completa delle presenze e delle reti in nazionale ― Bosnia ed Erzegovina | Cronologia completa delle presenze e delle reti in nazionale ― Bosnia ed Erzegovina |
| Data                                                                                | Città                                                                               | In casa                                                                             | Risultato                                                                           | Ospiti                                                                              | Competizione                                                                        | Reti                                                                                | Note                                                                                |
| ----------------------------------------------------------------------------------- | ----------------------------------------------------------------------------------- | ----------------------------------------------------------------------------------- | ----------------------------------------------------------------------------------- | ----------------------------------------------------------------------------------- | ----------------------------------------------------------------------------------- | ----------------------------------------------------------------------------------- | ----------------------------------------------------------------------------------- |
| 21-3-2025                                                                           | Bucarest                                                                            | Romania                                                                             | 0 – 1                                                                               | Bosnia ed Erzegovina                                                                | Qual. Mondiali 2026                                                                 | -                                                                                   | 63’ 87’                                                                             |
| 24-3-2025                                                                           | Zenica                                                                              | Bosnia ed Erzegovina                                                                | 2 – 1                                                                               | Cipro                                                                               | Qual. Mondiali 2026                                                                 | -                                                                                   | 72’                                                                                 |
| 7-6-2025                                                                            | Zenica                                                                              | Bosnia ed Erzegovina                                                                | 1 – 0                                                                               | San Marino                                                                          | Qual. Mondiali 2026                                                                 | -                                                                                   | 46’                                                                                 |
| 10-6-2025                                                                           | Celje                                                                               | Slovenia                                                                            | 2 – 1                                                                               | Bosnia ed Erzegovina                                                                | Amichevole                                                                          | -                                                                                   | 67’                                                                                 |
| Totale                                                                              |                                                                                     | Presenze                                                                            | 4                                                                                   |                                                                                     | Reti                                                                                | 0                                                                                   |                                                                                     |

## Palmarès

### Club

#### Competizioni nazionali
- Campionato austriaco: 1

Sturm Graz: 2024-2025